# Kenji Kamiyama
Kenji Kamiyama (神山 健治, Kamiyama Kenji, nascut el 20 de març de 1966) és un director d'anime japonès.

## Carrera professional
Kamiyama ha treballat regularment amb l'estudi d'anime i l'empresa de producció Production I.G, produint obres com Jin-Roh, Patlabor, Blood: The Last Vampire, i va dirigir la sèrie de televisió d'anime Ghost in the Shell: Stand Alone Complex, que va ser seguida en una segona temporada, Ghost in the Shell: S.A.C. 2n GIG i una pel·lícula per a televisió, Ghost in the Shell: Stand Alone Complex - Solid State Society.
Després de treballar com a artista de fons per a produccions com Akira i Kiki's Delivery Service, Kamiyama es va unir a l'equip Oshii a Production I.G. contribuint al guió de Blood: The Last Vampire i treballant com a director d'animació de Jin-Roh. El 2002, Kamiyama va debutar com a director amb MiniPato, seguit de Ghost in the Shell: Stand Alone Complex i Ghost in the Shell: S.A.C.. 2n GIG. El 2007, després de gairebé sis anys de treball en el món Stand Alone Complex, va dirigir les sèries de televisió Moribito: Guardian of the Spirit i Eden of the East' '.
Kamiyama i Shinji Aramaki van dirigir Blade Runner: Black Lotus, un anime per a Adult Swim i Crunchyroll, que es va estrenar el 2021 i el 2022.
El 2 d'agost de 2021, es va anunciar que Kamiyama actuaria com a director i guionista del llargmetratge d'anime, Eien no 831 (Eternal 831). La pel·lícula es va emetre el gener de 2022 a Wowow.

## Filmografia
- DuckTales (1987), backgrounds[5]
- Patlabor (1988–1989), antecedents[5]
- Burn Up! (1991), director artístic
- Hakkenden: Legend of the Dog Warriors (1990–1991, 1993–1995), director artístic
- Roujin Z (1991), assistent director artístic
- Genocyber (1994), director artístic
- Jin-Roh: The Wolf Brigade (1998), director d'unitat
- Wild Arms: Twilight Venom (1999–2000), scripts per episodis 3, 10 and 21
- Medabots (1999–2000), storyboards per episodis 19, 34, 41, 48 i director d’episodi per 34, 41, 48
- Popolocrois Story II (2000), storyboards
- Blood: The Last Vampire (2000), guió, assistent de planitifació
- Mini Pato (2002), director
- Ghost in the Shell: Stand Alone Complex (2002–2003), director,[5] composició de sèrie, script, storyboard, escriptor en cap
- Ghost in the Shell: S.A.C. 2nd GIG (2004–2005), director,[5] composició de sèrie, script, storyboard, escriptor en cap
- Ghost in the Shell: Stand Alone Complex - Solid State Society (2006), director,[5] script, storyboard
- Eat and Run: 6 Beautiful Grifters (2007), segment director[5]
- Moribito: Guardian of the Spirit (2007),[5] director, script
- Eden of the East (2009), director, composició de sèrie, script, storyboard, escriptor en cap
- Eden of the East: Air Communication (2009), director, guió
- Eden of the East: The King of Eden (2009), director, guió
- Eden of the East: Paradise Lost (2010), director, guió
- Ghost in the Shell: Stand Alone Complex - Solid State Society 3D (2011), director, script, storyboard
- 009 Re:Cyborg (2012), director, script
- Mou Hitotsu no Mirai o. (2014), director
- Cyborg 009 Call of Justice (2016), director en cap
- Napping Princess (2017), director, guió
- Ultraman (2019–2023), co-director amb Shinji Aramaki
- Ghost in the Shell: SAC_2045 (2020–2022), co-director amb Shinji Aramaki[6]
- Star Wars: Visions (2021) ("The Ninth Jedi")
- Blade Runner: Black Lotus (2021–2022), co-director amb Shinji Aramaki
- Eien no 831 (2022), director[4]
- The Lord of the Rings: The War of the Rohirrim (2024), director[7]